# Saint George Gingerland
Saint George Gingerland is een van de veertien parishes van Saint Kitts en Nevis. Het ligt op het eiland Nevis en de hoofdstad is Gingerland.

## Overzicht
Saint George Gingerland is een agrarisch gebied waar nog vrij veel houten huizen staan. In het hoofddorp Gingerland bevindt zich een methodistenkerk met winkels. De suikerrietplantage Golden Rock Plantation is omgebouwd tot een luxueus hotel waar zich veel vervetten bevinden.. 
Aan de zuidkust ligt White Bay Beach, het enige strand aan de zuidkant van Nevis. Het strand biedt uitzicht op het eiland Montserrat en heeft grijs zand. Het water is wild en niet geschikt om in het zwemmen.
Nevisian Heritage Village geeft een overzicht van het verleden van Nevis. De plantage Fothergill’s Estate verbouwde suikerriet en katoen. Na de dood van de laatste plantagehouder werd het verlaten. In 2003 werd de plantage verbouwd tot een openluchtmuseum. Het heeft twee replica's van Kalinago-hutten, de oorspronkelijke bewoners, en een slavenverblijf. Er zijn tevens houten huizen die na de afschaffing van de slavernij waren gebouwd, en een smederij.

## Galerij

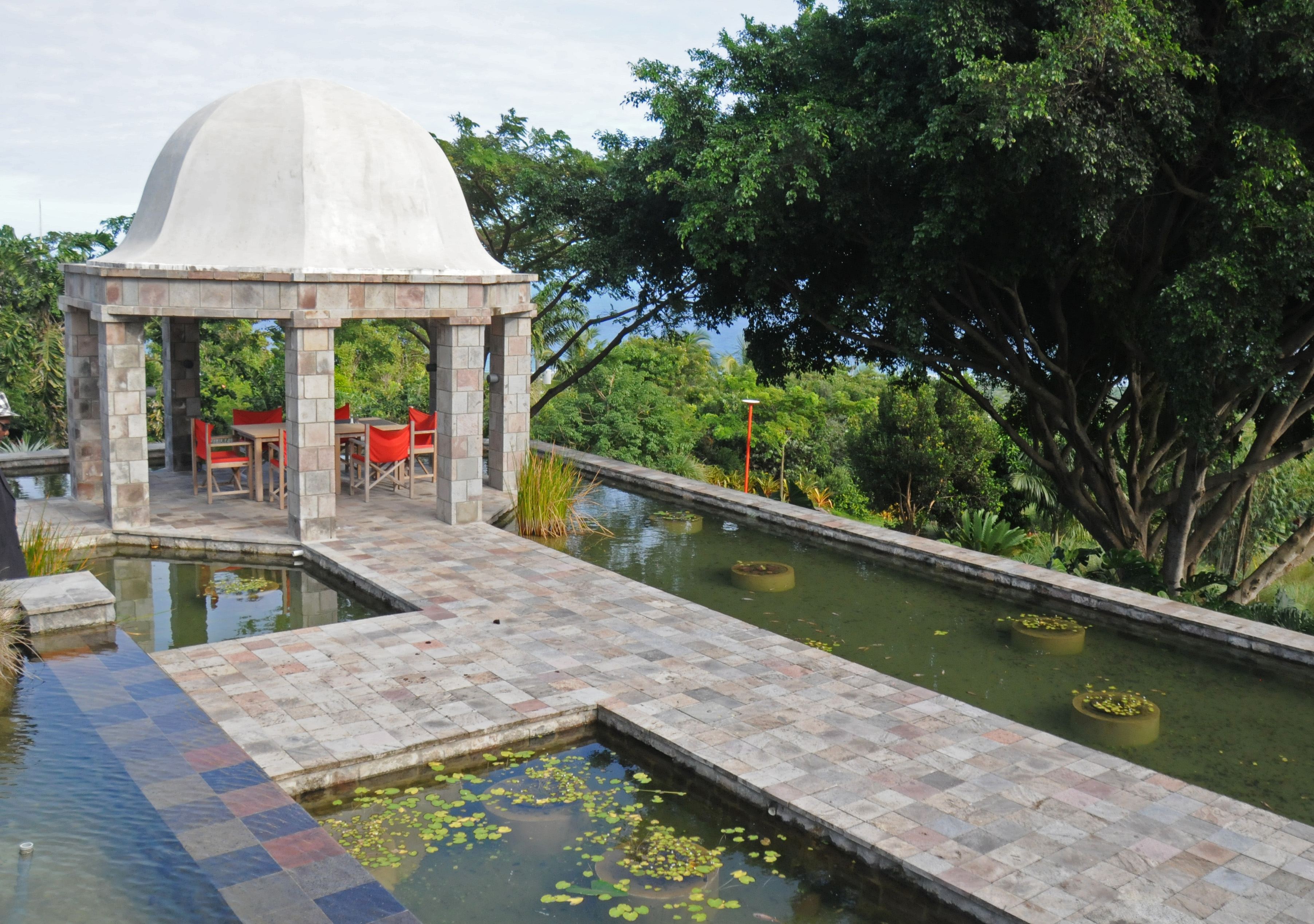
Prieel in Golden Rock Plantation
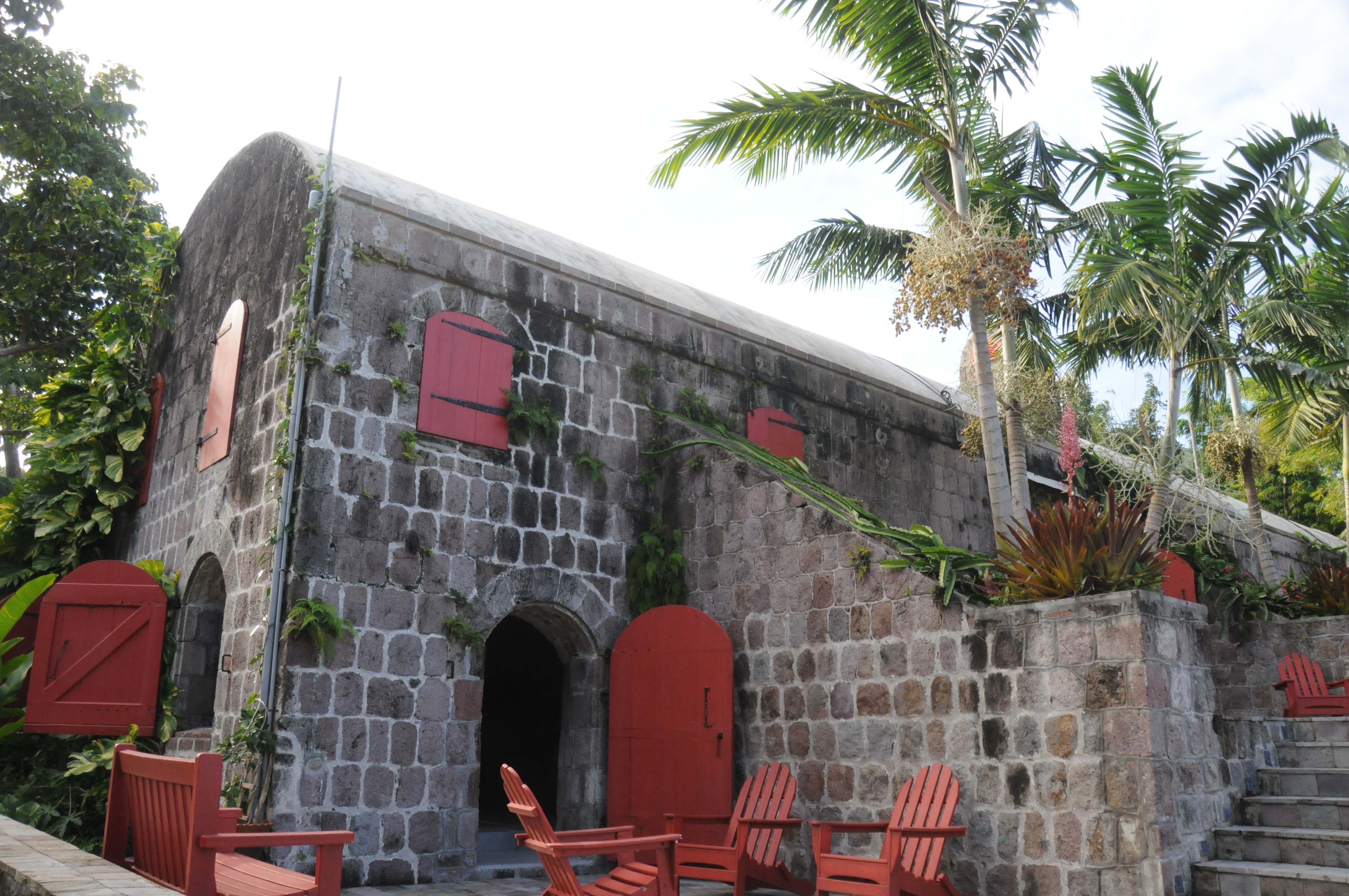
Voormalig pakhuis

Saint Kitts: Christ Church Nichola Town · Saint Anne Sandy Point · Saint George Basseterre · Saint John Capisterre · Saint Mary Cayon · Saint Paul Capisterre · Saint Peter Basseterre · Saint Thomas Middle Island · Trinity Palmetto Point

Nevis: Saint George Gingerland · Saint James Windward · Saint John Figtree · Saint Paul Charlestown · Saint Thomas Lowland